# Ayent

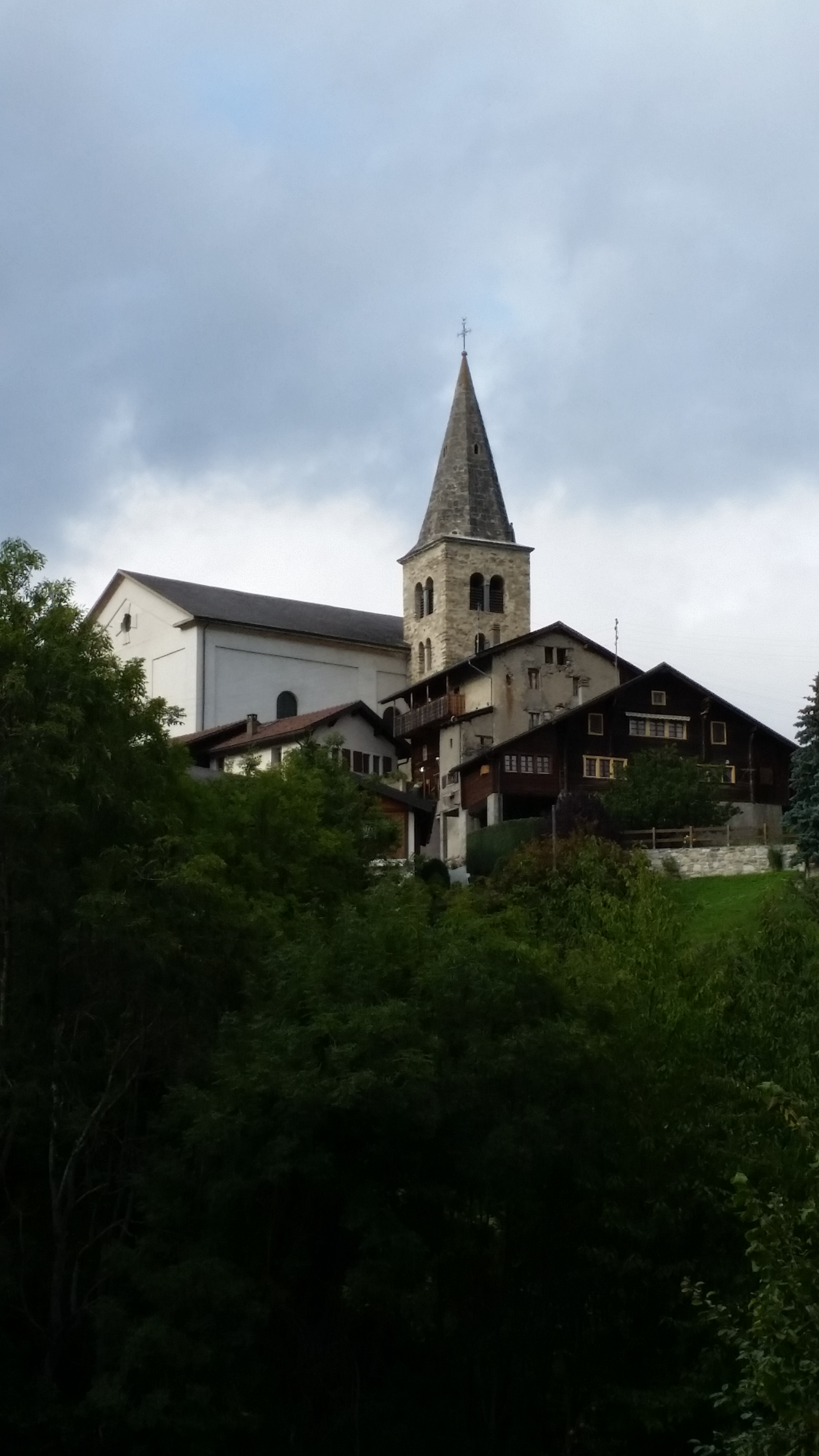
Kyrkan i Saint-Romain.

Ayent är en kommun i distriktet Hérens i kantonen Valais, Schweiz. Kommunen hade 4 350 invånare (2023). Kommunen Ayent består av 12 orter: Anzère, Argnou, Blignou, Botyre, Fortunau, La Maya, La Place, Luc, Saxonne, Signèse, Saint-Romain (huvudort) och Villa.